# Rusólakos
Rusólakos (en grec: Ρουσσόλακκος) fou una important ciutat minoica, situada a prop de Palékastro, a Creta. És l'única ciutat minoica que ha sobreviscut intacta. Va estar ocupada des del Minoic Antic II al Minoic Recent IIIB. Fou destruïda en el segle XVII abans de la nostra era, i posteriorment reconstruïda. El seu port, assentaments perifèrics, santuaris i pedreres estan preservats en sediments que s'han acumulat al llarg de més de 2.000 anys. Es va construir un temple de Zeus a la vora del promontori Eleia. En el jaciment es van excavar cases i carrers minoics, i les ofrenes del temple grec de Zeus Dicteu —d'època arcaica i clàssica— es van exhumar en el jaciment.
Els primers registres escrits que documenten el culte de Zeus Dicteu a Rusólakos provenen del grec micènic en Lineal B trobat en arxius de Cnossos, que daten del final de l'edat del bronze cretenc (ca. 1300 ae). Amb tot, s'ha trobat art sacre i arquitectura datades de tots els períodes, i açò indica que el lloc va ser sagrat al llarg de la història. Entre els objectes més valuosos que testifiquen el culte de Zeus Dicteu, hi ha una estatueta d'or i ivori del déu feta al voltant del 1500 ae.

## Arqueologia
Rusólakos, la van excavar entre els 1902-1906 Robert Carr Bosanquet i Richard MacGillivray Dawkins de l'Escola Britànica d'Atenes. Les excavacions, les van continuar L. H. Sackett i Mervyn R. Popham els 1962-1963, i més tard J. Alexander MacGillivray,  L. H. Sackett i M. Driessen des del 1983.